# Trinxets
Los trinxets son un tipo de navaja o cuchillo. Junto con los Gatzolles, Ganivets, Porquers, Etxurats, Colltells o Cotells y Talós, forman parte de las navajas tradicionales de los campesinos de Mallorca.
Los trinxets son elaborados por un trinxeter, una profesión antigua y típica de Mallorca. Los trinxeters son descritos como «una especie en extinción» debido a la competencia china.
La navaja, en general, surge a finales del siglo XVI en España tras la prohibición promulgada por Carlos V de llevar armas de hoja larga (sobre todo espadas) a gente ajena a la nobleza. La navaja permitía ocultar la hoja, además de ser pequeña, manejable y mucho más barata que una espada. Desde España se exportó hasta el resto de Europa con mucha rapidez, ya que fue un arma muy popular. Los trinxets fueron muy famosos en el santuario de San Salvador.